# こどもの発達相談
こどもの発達相談（こどものはったつそうだん）は、1984年4月4日から1993年3月30日までNHK教育テレビで放送されていたテレビ番組。

## 概要
1983年度まで放送された『障害幼児とともに』と『ことばの教育相談』を統合して開始された、障害者の子どもを持つ保護者向け福祉番組。
聴覚、知的、情緒、言語などの障害児が対象。また、NHK厚生文化事業団の協力による相談会を実施。

## 放送時間
- 1984年4月 - 1985年3月 金曜日08:30-09:00 / 水曜日17:30-18:00
- 1985年4月 - 1990年3月 土曜日08:00-08:30 / 水曜日17:30-18:00
- 1990年4月 - 1991年3月 火曜日18:30-19:00 / 土曜日08:00-08:30
- 1991年4月 - 1993年3月 火曜日18:30-19:00 / 水曜日15:00-15:30

## 主なテーマ
- ふれあいを深める
- 運動機能を考える
- ことばを育てる
- 家族の役割
- 知能と言葉
- ことばの発達
- 健康と体力づくり

## 関連番組
- テレビろう学校
- 障害幼児とともに
- ことばの治療教室
- ことばの教育相談
- こどもの療育相談
- にんげんゆうゆう
- 福祉ネットワーク
- ハートネットTV